# Judith Ford
Judith Anne Ford (Belvidere, 26 dicembre 1949) è una modella statunitense, eletta Miss America nel 1969.
Prima di vincere il concorso Miss America, Judith Ford era stata eletta Miss Boone County, ed in seguito Miss Illinois. All'epoca del concorso la Ford era una ginnasta, ed utilizzò le proprie capacità durante, il momento del concorso in cui bisogna dimostrare i propri talenti.
In seguito è stata al servito del Consiglio del Presidente sulla Physical Fitness e Sport, nominata dai Presidenti Richard Nixon e Gerald Ford. È stata anche insegnante di educazione fisica per scuola elementare, sino al proprio pensionamento, ed ha in seguito continuato ad insegnare golf e pallacanestro.
È sposata con James Nash, un avvocato in Geneseo (Illinois).